# Platja de Cal Cristià
La platja de Cal Cristià és una platja natural del municipi de San Pere Pescador (Alt Empordà), situada al golf de Roses, entre la platja de Can Sopa i la platja del Cortal de la Vila. És una de les vuit platges en les quals es divideix el front marítim de Sant Pere Pescador. Envoltada de dunes i vegetació mediterrània de poca altura, està enfront del càmping Aquarius. Té una longitud de 755 m i una amplada de 95 m, formada per sorres mitjanes, gruixudes, fines i graves.
Rep el nom de la masia Mas Cristià, situada dins del càmping Aquarius.
L'Agència Catalana de l'Aigua efectua un control quinzenal de la qualitat de l'aigua, durant la temporada de bany, amb el resultat d'excel·lent.